# Boa EC
Boa EC, ook bekend als Boa Esporte, is een Braziliaanse voetbalclub uit Varginha, deelstaat Minas Gerais. De club werd opgericht op 30 april 1947 en werd in 1998 een professionele club.

## Geschiedenis
De club werd opgericht in 1947 in de stad Ituiutaba onder de naam Boa Vontade Esporte Clube maar veranderde de naam nog datzelfde jaar in Ituiutaba Esporte Clube. De club werd kampioen van de tweede klasse van het Campeonato Mineiro in 2004 en won in 2007 de Taça Minas Gerais. In 2011 ging de club in Varginha spelen onder de naam Boa Esporte. Het is de bedoeling om terug te keren naar Ituiutaba als daar het nieuwe stadion klaar is. In 2016 promoveerde de club naar de Série B. Na een tiende plaats in 2017 werd de club laatste in 2018. Nadat de club in 2019 net boven de degradatiezone eindigde werden ze laatste in 2020 en degradeerden.
In 2021 degradeerde de club ook uit de hoogste klasse van de staatscompetitie en in 2024 volgde zelfs een degradatie naar de derde klasse. 